# Campagne des Zirides en Ibérie
La campagne des Zirides en Ibérie a lieu entre 1011 et 1013 en Al Andalus. Elle est menée par un groupe de Berbères, principalement des Zirides dissidents menés par Zawi ibn Ziri. Elle aboutira à la fondation de la ville et de la taïfa de Grenade.

## Contexte
La Maghreb central est soumis à des dissensions. Le souverain ziride, l'émir Badis, apprend que certains de ses oncles Maksan, Madjnin, Zawi et Azem, se sont révoltés et ont pris le fief d'Achir en 999. Ils s'estiment lésés par rapport aux fonctions plus importantes reçues par deux autres oncles : Hammad et Yatufet. Les révoltés se joignent aux forces zénètes dans les Zibans, menées par un certain Fulful, puis se replient dans le Chenoua. Hammad finit par accepter leur reddition à la condition qu'ils se soumettent au verdict de l'émir. Ce dernier permet à Zawi d'émigrer en Andalousie avec les fils de Maksan, Hubasa et Habus, et des troupes berbères sanhadjas. 
Le califat de Cordoue est miné par les guerres intestines pour le pouvoir à la suite de la mort du calife Abd al-Malik al-Muzaffar en 1008. Différentes factions s'affrontent pour le pouvoir. Une des factions est celle du hajib Abd al-Rahman Sanchuelo, véritable régent du califat, qui compte sur le soutien de Berbères venu d'Afrique du Nord pour consolider ses troupes. Durant l'année 1009, alors qu'il est en campagne, sa capitale Cordoue se soulève. Ses troupes et les Berbères de la ville sont pris pour cible par les insurgés. Abd al-Rahman Sanchuelo est abandonné par ses troupes et tué ; c'est le début d'une période d'anarchie qui voit les soutiens des Omeyyades de Cordoue s'affronter : Berbères, Slaves et Arabes s'engagent autour de différents partis dans des luttes pour le pouvoir.

## Déroulement
Les maghrébins se rangent derrière Zawi ibn Ziri qui appartient à la famille royale d'Ifriqiya. À la suite des rivalités entre les différents Zirides, ce dernier s'est exilé en Andalousie depuis Miliana avec sa troupe. Le prestige de sa famille, ses troupes relativement nombreuses, son âge et son habileté sur le champ de bataille le portent naturellement à la tête des Berbères de l'Andalousie.
Les Berbères sont battus par une coalition générale cordouane qui reçoit le soutien de chrétiens, mais durant l'année 1010 ils écrasent leurs opposants cordouans sur le champ de bataille. En nombre réduit, ils ne peuvent tenter un assaut sur Cordoue, alors capitale trop vaste pour être tenue et la soumettent à un blocus de trois ans. En 1013, Cordoue affaiblie par ce blocus est finalement mise à sac par les troupes de Zawi. Ce dernier profite des événements pour enlever la tête de son père Ziri qui était en trophée en haut de la citadelle, depuis les guerres entre d'une part les Zirides alliés des Fatimides et d'autre part les partisans des Omeyyades de Courdoue au Maghreb. 
Par calcul politique Zawi restaure sur le trône de Cordoue un Omeyyade favorable au parti des Berbères. Mais les résidus Slaves et Arabes continuent la lutte dans les provinces et l'unité du califat de Cordoue s'avère impossible à restaurer. Zawi et ses troupes prennent alors le parti d'un enracinement provincial afin de se prémunir des changements de pouvoir à Cordoue et se dirigent vers Elvira. Les habitants de la province d'Elvira, peu aptes à porter les armes demandent à Zawi d'assurer leur protection et suzeraineté contre paiement d'un tribut. Zawi propose aux habitants d'Elvira de bâtir une nouvelle cité fortifiée sur les hauteurs : Grenade. En échange du renoncement aux tribut que lui devaient les habitants il leur demande de bâtir les murailles pour mettre à l’abri les familles berbères et andalouses. Les habitants d'Elvira accueillent favorablement la proposition de Zawi, ce qui augmente le prestige dont pouvaient se prévaloir localement les Zirides. 
Cependant ce réduit berbère, véritable principauté, va s'attirer les foudres d'un prétendant à la restauration omeyyade, Al Murtada, se disant descendant des Arabes quraychites de la Mecque. Son armée andalouse, encadrée par des Slaves et plus importante que celle des Zirides, se met en route vers la région de Grenade en 1016. 
Quand Al Murtada approche, Habus, neveu de Zawi se rue sur l'ennemi avec ses troupes et leur inflige une défaite totale. Al Murtada est tué et le royaume ziride de Grenade acquiert une redoutable réputation. Zawi laisse sa taïfa à son fils Habous, et réalise ensuite son rêve de retourner au Maghreb après ses années d'exil à la faveur de la mort de son neveu Badis,.